# Paloh Igeuh
Paloh Igeuh is een bestuurslaag in het regentschap Aceh Utara van de provincie Atjeh, Indonesië. Paloh Igeuh telt 1009 inwoners (volkstelling 2010).